# Matías Rodríguez Melgarejo
Matías Rodríguez Melgarejo (Tetepango, Tula de Allende; 24 de febrero de 1876 - Ciudad de México, 11 de noviembre de 1946) fue un militar y político mexicano. Fue gobernador de Hidalgo entre 1925 y 1929.

## Biografía

### Infancia
Sus padres fueron don Mónico Rodríguez y doña Jacoba Melgarejo, muerta poco después de nacimiento de su hijo, de suerte que don Matías no conoció a su madre, por lo que de pequeño vivió con su abuela paterna, doña Josefa López de Rodríguez, y con sus tías Inés y Clotilde Rodríguez, hermanas de su padre.
Su padre contrae segundas nupcias con doña María Parra estableciéndose en la Hacienda "La Nortaliza" (municipio de Pachuca), y en 1882, a los seis años de edad, don Matías viene a vivir con su padre y asiste a la escuela rudimentaria de la Hacienda de Coxcotitlan "Cuexco", donde aprende las primeras letras.
En 1883 regresa la familia a Tetepango, en donde fallece doña María Parra, y la abuela paterna y las tías nuevamente se hacen cargo del niño. Por entonces, dos o tres años, su padre se encarga del rancho "La Angostura", de la Hacienda Temoaya, en el municipio de Tetepango, en donde el niño Matías recorre el campo acompañado a los peones de trabajo agrícolas en contacto con la naturaleza y con la sencillez del ambiente rural.
Sus maestros de educación primaria fueron los señores Francisco Quevedo, Bulmaro Quevedo, Manuel Maturana y Luciano Viveros.

### Juventud
Muy joven, don Matías es empleado en una tienda rural, ganando un salario no mayor de tres reales (treinta y seis centavos) y la comida, teniendo que trabajar durante la madrugada hasta altas horas de la noche, como dependiente, cuidador de caballos y mozo, siendo su patrón don Pablo Martínez, que tenía arrendada la tienda de la Hacienda la Chicavasco.
Poco más tarde trabajo en la Hacienda de Buenavista y luego en otras fincas, desempeñando labores de mayordomo y otras de menor importancia, en todas las formas necesarias, hasta de peón, sin haberse avergonzado para buscar la subsistencia, decía con legítimo orgullo, según lo asegura el poeta Rafael Vega Sánchez, biógrafo de don Matías Rodríguez, de cuyo libro se extractan estas notas.
Después trabaja como albañil, conviviendo con la gente de campo, amando a su tierra y a sus paisanos, particularmente a la gente humilde, de manera que gustando de su noble oficio, cuando en gobernante, ordena diversas construcciones útiles para el pueblo, escuelas, mercados, obras de riego etc.
Sentíase ya los prolegómenos de la Revolución y don Matías siente también las ansias de una vida mejor para todos. Con firmes ideas revolucionarias se inscribe en el partido nacionalista y en septiembre de 1909 en miembro del Partido Antirreeleccionista, y fundado luego el Club Antirreeleccionista "Ignacio Zaragoza" del que fue secretario.
En 1910 acude a las elecciones en la Ciudad de México, habiendo logrado salvar la documentación electoral de los robos de casillas, cometidos por esbirros de la dictadura porfirista.

### Estadía en la cárcel
El 11 de enero de 1911 es hecho prisionero por Francisco Chávez, debido a una denuncia en su contra, y luego de tres días de ayuno en el cuartel de la gendarmería montada, es remitido a la penitenciaria, donde estuvo confinado por varios meses en la crujía "C" .
Exclaustrado de la cárcel nuevamente se muestra activo en las lides políticas y revolucionarias, afiliándose al Partido Constitucional Progresista que fue organizado y presidido por don Gustavo A. Madero, en el cual Don Matías desempeña el cargo de vocal en el comité electoral del octavo distrito, establecido en las calles de Peralvillo.

### Trayectoria política
En el Teatro Hidalgo se efectuó la convención, en la que resultó elegido candidato a la vicepresidencia de la República, el licenciado José María Pino Suárez, y a ella asistió don Matías Rodríguez quien más tarde se convirtió en un entusiasta propagandista de las ideas revolucionarias, organizando reuniones políticas, manifestaciones, orientando y diligenciando a los presuntos candidatos a diputados del modernismo, su fortaleza de espíritu y su carácter y disciplina gesticularon grandemente a los partidos políticos de los que se formó parte.
Al triunfo del maderismo, don Matías Rodríguez ocupó un modesto puesto público, como inspector del departamento del trabajo, en donde tuvo la oportunidad de estrechar lazos de unión con los obreros e intervenir a favor de estos en los conflictos obrero - patronales, haciendo que los patrones palparan un terreno más humano y racional, conquistando para sí la confianza de los hombres de la revolución, por su voluntad, su esfuerzo, sus ideas.
Don Matías Rodríguez colaboró muy de cerca con don Gustavo A. Madero, desempeñando comisiones delicadas en el distrito federal y en algunos estados, al formar respetables organizaciones para realizar la renovación de las cámaras federales del XXVI congreso constitucional, destacándose por su habilidad y firmeza de ideas.
Provisionalmente gobernaba el estado de hidalgo don Ramón Rosales y aprovechando esta circunstancia preparaba su candidatura para ser gobernador constitucional. Con el deseo de combatir toda dictadura, don Matías Rodríguez fundó en la Ciudad de México, en compañía de don Francisco Bracho, Eduardo del Corral y Rafael Vega Sánchez, el periódico El Voto, en el que tenían cabida las aspiraciones de la causa popular.
Asimismo en Pachuca, los señores Castrejón y Pablo Aguilar, fundan el periódico "El Independiente", mediante el cual, junto con El Voto, terminaron con el cacicazgo en Hidalgo, entusiasmando a la ciudadanía hidalguense que se agrupó alrededor de Navarro Cardona y de Barranco Pardo.
La intervención de don Matías en la política local de Hidalgo fue activa y franca, trabajando las candidaturas de don Francisco Bracho para senador de la República, y para diputados, las de los señores Alfonso Cravioto, Luis Jaso, Manuel Gea González, doctor Jesús del Rosal, Francisco de la Peña, licenciado Ramírez Castillo, Alfonso Varela y Ricardo R., opositores de don Ramón Rosales.
Durante los trágicos días en febrero de 1913, don Matías sigue propagando ideas revolucionarias contra Victoriano Huerta y en Puebla se une a las fuerzas del general Antonio Medina, uniéndose más tarde en Veracruz, a las de otro revolucionario hidalguense, don Nicolás Flores. Para entonces ha sido ascendiendo en la graduación militar y alcanza el grado de capitán primero, luego el de mayor, después el de teniente coronel y por último el de coronel.
Burlando la vigilancia huertista, don Matías viene a Pachuca relacionándose con mineros adictos a la revolución, continuando con una intensa propaganda en contra de la usurpación del tirano.
Veracruz se constituye sede del carrancismo y el constitucionalismo. Ahí se encuentran don Matías Rodríguez, don Leopoldo Ruiz, don Rafael Vega Sánchez, y don Alfonso Mayorga, quienes después serían diputados al Congreso Constituyente de 1916-1917, representando al Estado de Hidalgo, justamente con don J. Refugio Mercado y don Alberto González. Poco después, luego de atravesar la Huasteca, llega también a Veracruz don Nicolás Flores, revolucionario hidalguense íntegro, nativo de Pisaflores, a cuyas fuerzas se une a don Matías Rodríguez, quien como militar desempeñó comisiones delicadas, escoltando trenes militares teniendo acciones militares en Puebla, Apizaco, Ometuzco, Esperanza, Tehuacán, Veracruz, etcétera, dando muestras de valor personal y entereza militar.

### El regreso al pueblo
Cuando era teniente coronel forma el batallón "Libertad" y al volver a la vida civil regresa a su pueblo, Tetepango, en donde, como campesino, vive en forma humilde. Levanta entonces una escuela primaria para los hijos de los ejidatarios y poco después sus ciudadanos lo eligen diputado al Congreso Constituyente de Querétaro de 1916, conociendo sus dotes y sabiendo que está compenetrado de la situación que impera en el país y del ansia popular.
Representando al distrito de Tula, en Querétaro se coloca al lado de los radicales, de los que eran puntales Alfonso Cravioto, Francisco Múgica, Heriberto Jara y muchos más. En Querétaro, junto con Jara y Vega Sánchez, funda una hoja periodística intitulada El Constituyente, en la cual se defienden los postulados radicales que luego serían llevados a la Constitución, particularmente en los artículos 3.º, 27 y 123.
En los años 1917 y 1918 don Matías regresa a vivir en su pueblo y luego en Juandó, contrayendo nupcias, a poco tiempo, con la señorita Leonila Lecona. Retirado de la vida política, dedicado a labores campestres, sus conciudadanos lo eligen diputado al Congreso de la Unión por el distrito de Tula, en la XXVIII Legislatura, en la que se une con representantes populares de Zacatecas, San Luis Potosí y Chihuahua, para formar un núcleo camaral que defiende interese populares y trabaja incansablemente a favor de los obreros y los campesinos, son apoyo en la Constitución.
Posteriormente don Matías es presidente de la Comisión Local Agraria del Estado de Hidalgo y vuelve a ocupar una curul en la XXX legislatura, representando al distrito de Tula, por elección abrumadora de sus conciudadanos.

### Gobernador de Hidalgo
Terminado el periodo gubernamental hidalguense de Antonio Azuara, se avecina la campaña electoral para gobernador de Hidalgo, y don Matías Rodríguez es llamado por el pueblo para ofrecerle su candidatura, obteniendo el voto de la ciudadanía hidalguense. La Legislatura que durante su gobierno fue elegida, estuvo integrada por los ciudadanos Javier Rojo Gómez, Juan Manuel Delgado, Raymundo l. Gómez, José Bárcena, José Lugo Guerrero, José Rivera, Eduardo J. Santander, Fidel Meneses, Ángel Badillo, Flinio López, Cecilio R. Castillo, Manuel Elizalde C. y Félix Franco.
Don Matías Rodríguez toma posesión del cargo del gobernador del Estado de Hidalgo, en el teatro Bartolomé de Medina, en la ciudad de Pachuca, capital del Estado, el 1 de abril de 1925, durando en su encargo hasta 1929, y habiendo disfrutado al final de 1925, de una licencia que le concedió el H. Congreso local, por enfermedad, por la cual tuvo que marchar a los Estados Unidos, para ser intervenido quirúrgicamente por los hermanos Mayo en su Clínica Mayo de Rochester.
El general Plutarco Elías Calles, presidente de la república, que estimaba a don Matías, le otorgó toda clase de facilidades para tal viaje, dándole dinero para los gastos y se sabe que a su regreso, una vez recuperada su salud el dinero sobrante lo empleó en dotar de instrumental músico a la famosa Banda de Charros, que ha dado prestigio a Pachuca en el ambiente musical. Este pequeño rasgo honra a don Matías y enaltece su memoria.
Su labor gubernamental se distinguió por las muchas obras materiales realizadas en todo el estado, y cuando terminó su periodo gubernamental vino a ocupar el puesto de delegado estatal del reciente Partido Nacional Revolucionario en el Estado de Hidalgo
Rodríguez Melgarejo murió en la Ciudad de México, a consecuencia de las heridas recibidas en un accidente automovilismo en la carretera de San Juan Teotihuacán.